# Rode reeks
De rode reeks is de naam die is gegeven aan een serie stripverhalen van Suske en Wiske van Willy Vandersteen zoals die in albumvorm zijn uitgebracht. De naam "rode reeks" is afkomstig van de rode kleur van de omslag van de albums.

## Subreeksen
De rode reeks is onder te verdelen in de volgende reeksen:
1. Vlaamse ongekleurde reeks (1946-1959) en de Vlaamse tweekleurenreeks (1959-1964)
Verhalen uitgegeven onder dezelfde nummering (0 t/m 50)
2. Hollandse ongekleurde reeks (1953-1959) en de Hollandse tweekleurenreeks (1959-1964)
Verhalen uitgegeven onder dezelfde nummering (1a t/m 39); nummering wijkt af van de Vlaamse reeksen
3. Gezamenlijke tweekleurenreeks (1964-1966)
Verhalen uitgegeven onder dezelfde nummering als de Vlaamse reeksen, en aangevuld met nieuwe verhalen (t/m 66)
4. Vierkleurenreeks (1967-2017)
Alle verhalen die eerder waren uitgebracht zijn hierin opnieuw uitgegeven, maar met een nieuwe nummering vanaf 67 en aangevuld met nieuwe verhalen (67-338)
5. A4-reeks (2017-heden); nummering van nieuwe verhalen vanaf 339

## Andere kleuren
Een andere albumreeks van Suske en Wiske is de blauwe reeks (1950-1959), met verhalen die oorspronkelijk in stripweekblad Kuifje waren gepubliceerd. Deze verhalen zijn later echter ook opgenomen in de vierkleurenreeks, hoewel vrijwel allemaal sterk ingekort en bewerkt.
Andere reeksen van Willy Vandersteen hebben qua albumomslag precies dezelfde vormgeving als de Suske en Wiske-reeks, maar veelal met afwijkende kleuren. De serie Jerom kreeg vanaf het 11e verhaal een groene omslag. De vervolgreeks De wonderbare reizen van Jerom verscheen met rode en later gele albumcover. Voor Robert en Bertrand werd paars toegepast, voor Bessy blauw, voor De Rode Ridder blauw en vanaf nr. 107 grijs, voor Pats/Tits lichtrood, voor Safari oranje en voor Schanulleke roze.